# Casa Banting
La casa Banting es un sitio histórico localizado London, Ontario, Canadá. Es la casa donde Sir Frederick Banting se despertó a las dos de la mañana del 31 de octubre de 1920 con la idea que condujo al descubrimiento de la insulina. Banting vivió en este lugar durante diez meses, a partir de julio de 1920, e intentó una práctica médica privada antes de regresar a Toronto para iniciar su investigación sobre la insulina en la primavera de 1921.
La casa fue designada como un sitio histórico nacional de Canadá en 1997. El museo está dedicado a la vida de Sir Frederick Banting.
El museo cuenta con exposiciones dedicadas a Banting como codescubridor de la insulina, médico, héroe de guerra, y artista. Artefactos notables incluyen la cama Banting, donde se despertó con la idea histórica, numerosas medallas incluyendo una cruz histórica, una réplica de su Premio Nobel, y una impresionante colección de obras de arte.